# EWTN Pro-Life Weekly
EWTN Pro-Life Weekly ist eine wöchentliche Fernsehsendung auf dem US-amerikanischen römisch-katholisch ausgerichteten religiösen Sender EWTN. Die Sendung ist thematisch auf die Pro-Life-Bewegung ausgerichtet und informiert über aktuelle Entwicklungen und Nachrichten in den Vereinigten Staaten unter diesem Fokus.

## Ausstrahlung
Die Sendung wurde donnerstags um 22 Uhr ET auf dem Sender EWTN ausgestrahlt und sonntags um 10:30 und 13:30 auf EWTN Global Catholic Network wiederholt. Mit Stand Juli 2023 finden Ausstrahlungen donnerstags um 19:30, freitags um 16 Uhr und sonntags um 16:30 statt.

## Geschichte
Die Sendung wurde 2016 eingerichtet und startete eine Woche nach der Amtseinführung von Donald Trump mit Catherine Hadro als Moderatorin und Hauptautorin.
Am 16. Dezember 2021 endete die Moderation Catherine Hadros mit ihrer über 200. Sendung auf eigenen Wunsch. Hadro übernahm andere Aufgaben im Sender. Ihre Nachfolgerin war Prudence Robertson, die vorher in der Washington Times, The Federalist und AXIOS aufgetreten war. Den Vorsitzende von EWTN, Michael P. Warsaw,  hob bei der Bekanntmachung die bereits bestehende Arbeit Robertson für EWTN und die der Sendung zugrundeliegende Pro-Life-Thematik hervor. Sie habe bereits mit Mitgliedern des US-Kongress, Gouverneuren, und anderen zusammengearbeitet und sie als Gäste der Sendung akquiriert. Prudence Robertson wurde von Abigail Galván im September 2024 abgelöst.

## Themen
Die Sendung ist, wie ihr Name bereits andeutet, darauf fokussiert im Sinne einer Pro-Life-Einstellung zu informieren und zu berichten. Dabei gehören zu den Programminhalten Interviews, wie über die Frage der Benachteiligung von Afroamerikanern durch Abtreibung, oder Berichte über die Arbeit von Pro-Life Organisationen, wie den Nonnen von Sisters of Life oder Students for Life. Die Sendung geht aber auch über die Frage von Abtreibung hinaus und berichtet über andere Ereignisse, die im Zusammenhang mit der katholischen Lehre zum Leben stehen, wie Reportagen über Adoption oder Gesundheitsversorgung und medizinische Ausbildung, bspw. am Belmont Abbey College.
In der Sendung wird auch von Veranstaltungen, wie dem March for Life oder der Life Awards Gala berichtet. Ebenso führt ETWN Pro-Life Weekly zahlreiche Interviews mit Politikern und anderen Persönlichkeiten durch. Meistens stehen diese im Zusammenhang mit Pro-Life-Gesetzen oder -Initiativen der einzelnen Bundesstaaten. Unter den Gästen war beispielsweise die Attorney General von Mississippi Lynn Fitch, die im Zusammenhang mit Dobbs v. Jackson Women’s Health Organization, der aus ihrem Staat Mississippi kam, interviewt wurde, Katrina Jackson, State Senator von Louisiana, im Zusammenhang mit ihrer Autorenschaft von Louisianas Abtreibungsgesetz, oder Ben Shapiro im Zusammenhang mit der Frage, wann das Leben beginnt.